# Ющенко, Александр Иванович
Алекса́ндр Ива́нович Ю́щенко (укр. Олександр Іванович Ющенко; 2 декабря (20 ноября) 1869, хутор Водотеча — 13 июня, 1936, Харьков) — украинский советский психиатр, известный как один из основателей биохимического направления психиатрии, исследователь микроскопического строения симпатических узлов животных и человека, прогрессивного паралича у детей, неврозов и психопатий, конституции человека.

## Биография

### Рождение, ранние годы
Александр Иванович Ющенко родился в крестьянской семье на хуторе Водотеча недалеко от уездного города Глухов Черниговской губернии (теперь — окраина Глухова, районного центра Сумской области).
Начальное образование мальчик получил у дьячка в церковно-приходской, потом — земской школе. Окончив школу с отличием, А. И. Ющенко в 1880 поступил в гимназию.

### Становление
Окончив гимназию в 1888, Александр Иванович Ющенко поступил на медицинский факультет Императорского Харьковского университета. На IV курсе за научную работу «Содержание свободной соляной кислоты и состояние пищеварительной способности желудка при различных заболеваниях его» университет наградил А. И. Ющенка золотой медалью.

### Расцвет, зрелые годы
А. И. Ющенко окончил университет в 1893 и 2 года работал на его кафедре нервных и душевных болезней, заведующим которой был П. И. Ковалевский, известный психиатр, публицист и общественный деятель. В 1896 под его руководством он защитил докторскую диссертацию о строении симпатических нервных узлов у млекопитающих и человека. В 1896 П. И. Ковалевский стал ректором Варшавского университета и короткий период А. И. Ющенко работал в Варшаве вместе с ним. Однако, после тяжелой болезни, перенесённой летом 1896, профессор П. И. Ковалевский был вынужден оставить должность ректора, а Александр Иванович отправился в Санкт-Петербург, в клинику нервных и душевных болезней Медико-хирургической академии «для дальнейшего усовершенствования» под руководством В. М. Бехтерева. Там он работал в клинике, занимался в гистологической и физиологической лаборатории.
С 1915 года  заведовал кафедрами психиатрии в университетах Тарту, Воронежа.

### Ростовский период
В Донском государственном университете (ныне Южный федеральный университет) Александр Иванович Ющенко начал работать в 1920 году. Здесь он продолжил активно заниматься научно-исследовательской, педагогической и общественной деятельностью. По инициативе заведующего кафедрой психиатрии К. С. Агаджанянца, который увеличивал её штат, 9 июня 1920 года А. И. Ющенко стал профессором кафедры. Когда К. С. Агаджанянц эмигрировал в Турцию, Александр Иванович занял его место заведующего кафедрой и психиатрической клиникой, а в 1921 году исполнял обязанности ректора университета.

## Научная концепция
По мнению Александра Ивановича Ющенка, психиатрия должна опираться на 4 столпа: 
1. Психология и психопатология;
2. Анатомия и гистология;
3. Биохимия;
4. Физиология коры мозга[1].

## Юридические взгляды на психиатрическую помощь
Работая в Донском государственном университете, Александр Иванович Ющенко продолжил традиции своего предшественника К. С. Агаджанянца по реформированию процесса оказания медицинской помощи психически больным. Он считал, что психиатрическая больница должна осуществлять лечебно-диагностические функции, а не призрение. С этой целью в рапорте от 30 июля 1920 А. И. Ющенко впервые ставит вопрос о том, что нельзя помещать психически больного на лечение, не спрашивая «согласия заведующего и не справляясь с числом мест» и недопустимо, когда это делают не в структуре лечебно-профилактических заведений, а административные организации, в том числе, далёкие от медицины («здравотдел, военное ведомство, милиция»).

## Административные достижения в Донском государственном университете

А. И. Ющенко со своими сотрудниками в Донском государственном университете.

Деятельность А. И. Ющенко на должности заведующего кафедрой и клиникой началась с административно-хозяйственной работы. Материальное состояние клиники было очень тяжелым, поэтому многие больные отказывались от госпитализации и ситуация, по словам самого Александра Ивановича составляла «угрозу самых ужасных эксцессов, как пожары, самоубийства, убийства больными друг друга и служащих».
Однако Александр Иванович Ющенко пытался найти выход из тяжелой экономической ситуации путём реорганизации финансирования и его подконтрольности коллективом кафедры и клиники. В 1924 на кафедре был сделан капитальный ремонт, были созданы музей и библиотеку, велась интенсивную педагогическую и научную работу.

## Оценки
П. И. Эмдин, российский и советский невропатолог и нейрохирург, сотрудник А. И. Ющенка, в 1928 пишет:
У всех пустовали аудитории, не было больных, в палатах было холодно и голодно, а в аудитории Александра Ивановича было много студентов и в палатах полно больных. Александр Иванович требовал, чтобы студенты учились. Всюду... он негодовал, грозил, требовал... И молодежь быстро начала учиться не на страх, а на совесть, ибо лекции были увлекательны, занятия новы и интересны. Поднята была дисциплина в клинике снизу доверху. Александр Иванович сконцентрировал вокруг себя много талантливых молодых врачей... научная работа закипела в кабинетах  и лабораториях клиники.

## Список произведений
1. Ющенко А. И. Основы учений о преступнике, душевнобольном и психологии нормального человека: введение в курс судебной психопатологии = Основы ученій о преступникѣ, душевнобольном и психологіи нормальнаго человѣка: введеніе в курс судебной психопатологіи. — М.: Изд. К. Л. Риккера, 1913. — 72 с.